# لويغي سكولي
لويغي سكولي (بالإيطالية: Luigi Sculli)‏ هو لاعب كرة قدم إيطالي، ولد في 12 سبتمبر 1921 في أوميغنة في إيطاليا. لعب مع إنتر ميلان.